# آبرود (رودخانه)
آبرود (به مجاری: Abrud-patak)، رود کوچکی در کوه‌های آپوسنی، شهرستان آلبا واقع در رومانی غربی است. این رود، ریزابه راست از رودخانه آریش است. از میان شهر آبرود جریان پیدا کرده و نزدیک کمپه (Câmpeni) به آریش (Arieș) می‌پیوندد. این رود توسط چندین جریان کوچکتر شامل این موارد تغذیه می‌شود: والئا بوسیومانیلور، والئا سربولوئی، کورنا، سرنیتا، و روشیا مونتانا. طول آن ۲۴ کیلومتر و مساحت حوضه آبریزش ۲۲۳ کیلومتر مربع است.